# Estrada europeia 16
A E16 - Estrada europeia 16 - começa em Londonderry, na Irlanda do Norte, passa por Belfast, Glasgow, Edimburgo, Bergen, Hønefoss, Borlänge, Falun e Sandviken, e termina em Gävle, na Suécia.
Tem 1 180 km de extensão, dos quais 190 km na Grã-Bretanha, 630 km na Noruega e 360 km na Suécia.